# Encephalartos schmitzii
Encephalartos schmitzii — вид голонасінних рослин класу саговникоподібні (Cycadopsida).
Етимологія: вшанування Андре Шмітца (Andre Schmitz), збирача 20-го століття, який зібрав типовий зразок.

## Опис
Стовбур 0,3 м заввишки, 20 см діаметром; 9 листків у кроні. Листки довжиною 40–60 см, синьо-зелені, напівглянсові; хребет зелений, прямий з останньою третиною різко загнутою; черешок прямий, з 1–6 колючками. Листові фрагменти лінійні; середні — 10–14 см завдовжки, 8–10 мм завширшки. Пилкові шишки 1–3, яйцеподібні або вузько яйцеподібні, блакитно-зелені або зелені, довжиною 8–10 см, 3–4 см діаметром. Насіннєві шишки 1, яйцевиді, синьо-зелені або зелені, довжиною 20–25 см, 10–12 см діаметром. Насіння яйцеподібне або довгасте, 20–25 мм завдовжки, шириною 20–25 мм, саркотеста помаранчева.

## Поширення, екологія
Країни поширення: Демократична Республіка Конго; Замбія. Росте на висоті від 1000 до 1400 м. Цей вид росте на піщаних кварцових ґрунтах в міомбо рідколіссі. Рослини утворюють численні базальні присоски.

## Загрози та охорона
Вид знаходиться під загрозою через надмірне збирання для декоративних цілей, і в результаті втрати місць проживання, викликаного очищенням для сільськогосподарських цілей. Занадто часті пожежі, можливо, також є загрозою. Популяції є в буферній зоні Північного заповідника Луангва.